# Burgdorf, Region Hannover
Burgdorf är en stad i Region Hannover i förbundslandet Niedersachsen i Tyskland.